# Dolina Waksmundzka

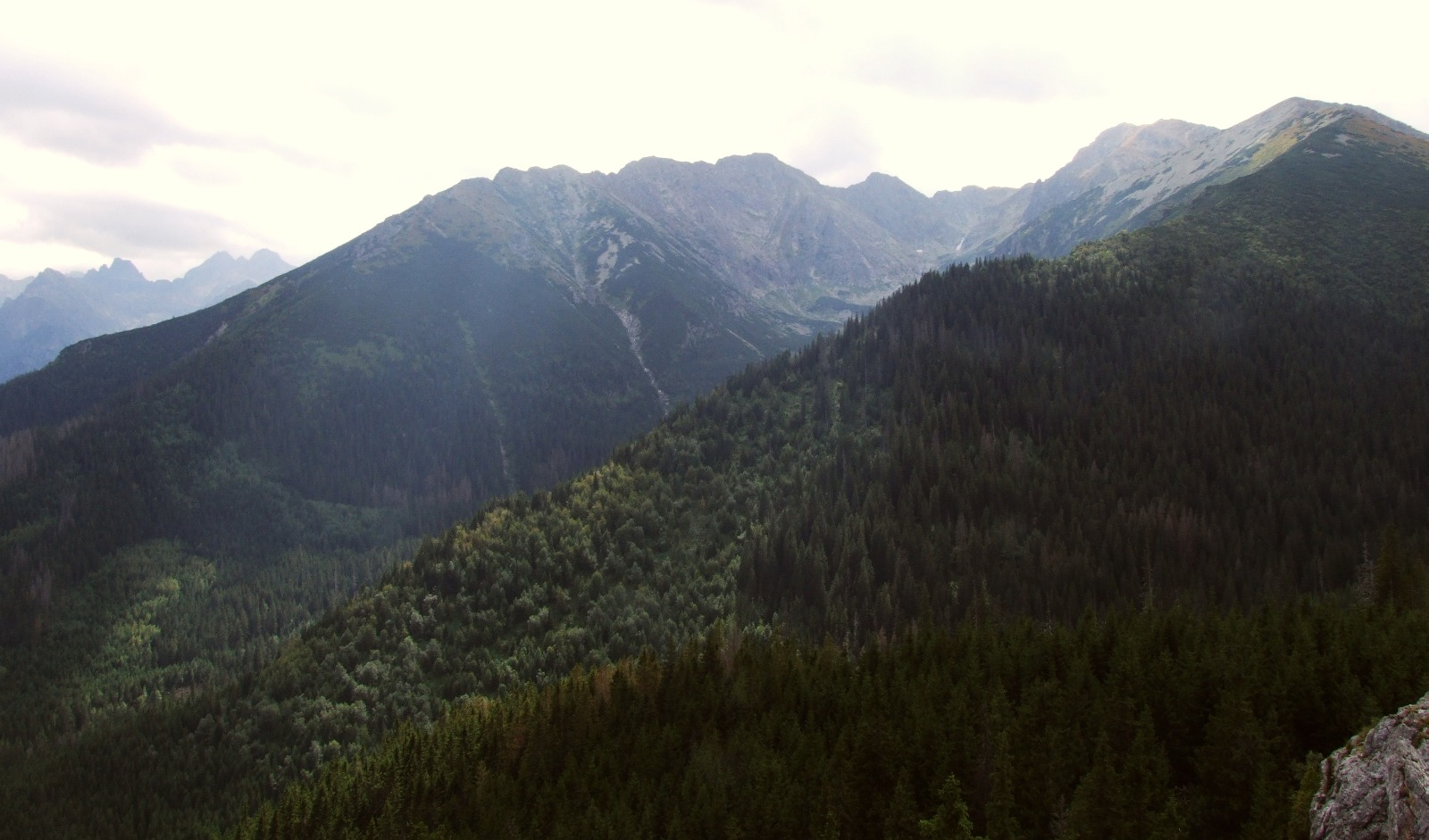
Dolina Waksmundzka, widok z Gęsiej Szyi

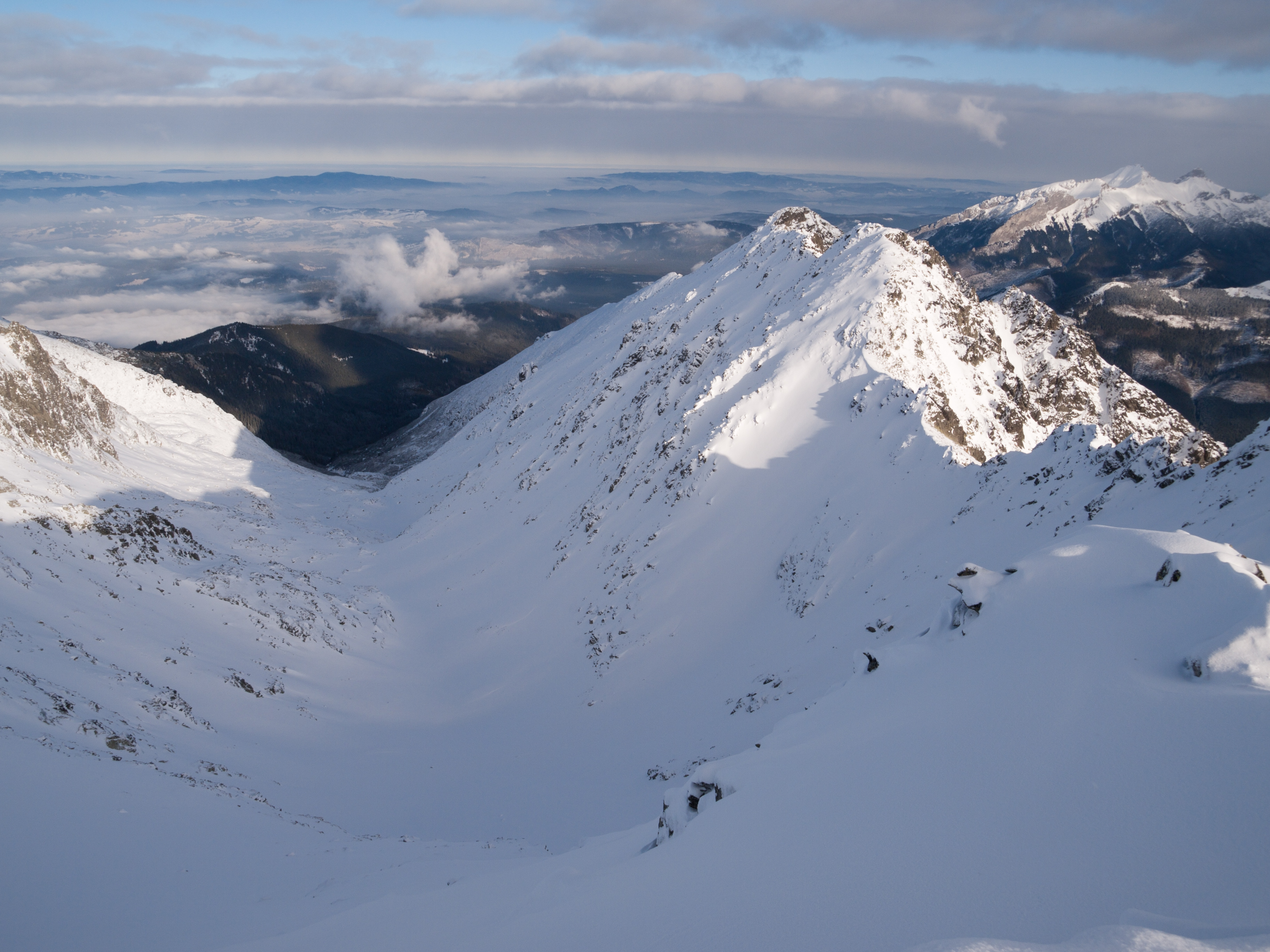
Górne piętro Doliny Waksmundzkiej (Zadnia Równica) i Wołoszyn w zimie

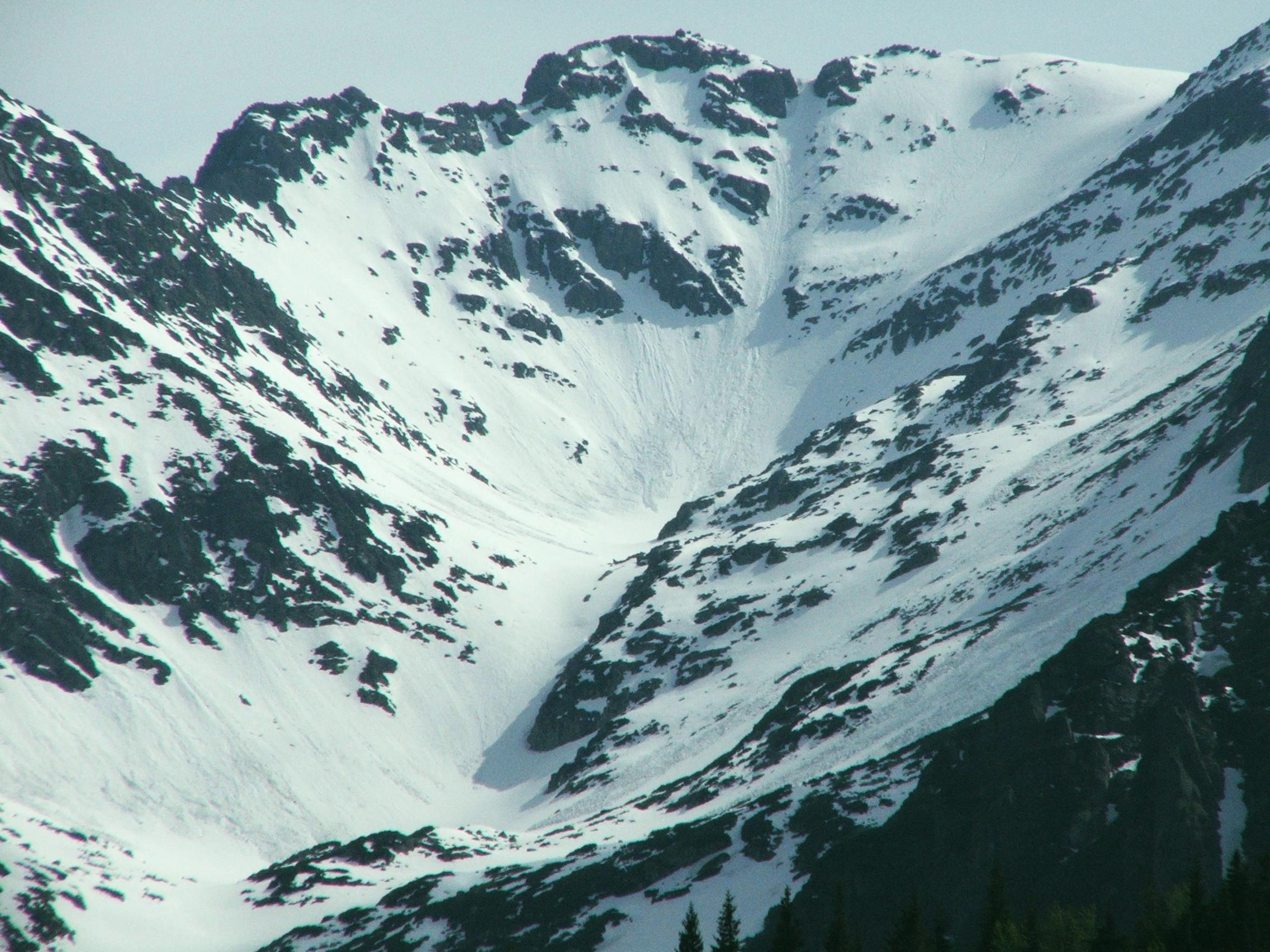
Pośrednia i Zadnia Równica, nad nimi Wielki i Mały Wołoszyn

Dolina Waksmundzka – dolina w Tatrach Wysokich, odgałęzienie Doliny Białki. Wcina się pomiędzy Wołoszyn i Koszystą, sięga pod przełęcz Krzyżne, w okolicy której masywy te łączą się w długą wschodnią grań Świnicy. Otaczające ją grzbiety odgradzają ją od Doliny Roztoki (Wołoszyn) i doliny Pańszczycy (Koszysta).
Powierzchnia Doliny Waksmundzkiej wynosi ok. 6,0 km². Powstała na linii dyslokacji tektonicznej a ukształtowana została w wyniku działań lodowca. Zbudowana jest z granitoidów (w części powyżej 1400 m) oraz skał osadowych w niższych partiach. W ukształtowaniu podłużnym widoczne progi polodowcowe. W górnej części występują kotły polodowcowe oraz wisząca dolinka – Świstówka Waksmundzka (w zboczach Małej Koszystej, nazywana też Dolinką Zbójnicką), niżej moreny. Powyżej górnej granicy lasu wykształciły się w dolinie trzy piętra. Są to kolejno od dołu:
- Równica lub Waksmundzka Równica (około 1600–1620 m) – rozległa rówień po orograficznie prawej stronie doliny; w latach 1875–1878 istniało w tym miejscu małe schronisko turystyczne, zniszczone następnie przez lawinę śnieżną; pozostałości po nim zostały wykorzystane do zbudowania kamiennego szałasu pasterskiego (w 1949 był on jeszcze w dobrym stanie)[3],
- Pośrednia Waksmundzka Równica (około 1750–1800 m) – drugie z kolei piętro, u stóp Waksmundzkiej Strażnicy we wschodniej grzędzie Wielkiej Koszystej; znajdują się tu dwa okresowe oczka wodne – Waksmundzkie Oka,
- Zadnia Waksmundzka Równica (około 1930–1960 m) – najwyższe, położone ponad zasięgiem kosodrzewiny piętro doliny, od środkowego oddzielone skalistym jarem Waksmundzkiego Potoku; znajdują się tu dwa maleńkie jeziorka – Waksmundzkie Stawki[4].

Zbocza w dolnej części doliny porastają świerki i limby, zachowane są naturalne partie borów. Ciekawa flora. M.in. występują tutaj tak rzadkie w Polsce gatunki roślin, jak: irga czarna, turzyca Lachenala, zarzyczka górska. Dolina jest ostoją dla niedźwiedzi (gawry w zboczach otaczających ją grzbietów), świstaków tatrzańskich, kozic i jeleni.
Przez Dolinę Waksmundzką płynie Waksmundzki Potok, wpływający do Białki w pobliżu Palenicy Białczańskiej. Na wysokości około 1400 m n.p.m. znajduje się na nim wodospad Młyn o wysokości 15 metrów.
Dolina jest niedostępna dla turystów (ścisły rezerwat przyrody), tylko w dolnej jej części, na wysokości 1250 m n.p.m. przebiegają znakowane szlaki turystyczne z Rusinowej Polany i Równi Waksmundzkiej do Roztoki, a u jej wylotu przebiega szosa w kierunku Morskiego Oka – droga Oswalda Balzera. Kiedyś doliną poprowadzony był znakowany szlak na Krzyżne. Po zbudowaniu obecnie używanych ścieżek stracił na znaczeniu, a następnie przestał istnieć.
Nazwa doliny związana jest z podhalańską wsią Waksmund, której własnością była Hala Waksmundzka. W dawniejszych czasach dolina była nazywana także Doliną Zbójnicką, ponieważ stanowiła częste siedlisko i schronienie zbójników.

## Szlaki turystyczne
Dolną część doliny przecina kilka szlaków:
 Toporowa Cyrhla – Psia Trawka – Rówień Waksmundzka – Polana pod Wołoszynem – Wodogrzmoty Mickiewicza do Morskiego Oka.
- Czas przejścia z Toporowej Cyrhli na Rówień Waksmundzką: 2:10 h, ↓ 1:45 h
- Czas przejścia z Równi Waksmundzkiej do Wodogrzmotów: 1:25 h, z powrotem 1:35 h

 Rusinowa Polana – Polana pod Wołoszynem. Czas przejścia w obie strony 25 min
 Zazadnia – Dolina Filipka – Rusinowa Polana d-o Palenica Białczańska.
- Czas przejścia z Zazadniej na Rusinową Polanę: 1:15 h, ↓ 1 h
- Czas przejścia z Rusinowej Polany do Palenicy Białczańskiej: 40 min, z powrotem 50 min.